# برايس دوق
برايس دوق (بالإنجليزية: Bryce Duke)‏ هو لاعب كرة قدم أمريكي في مركز الوسط، ولد في 28 فبراير 2001 في بيوريا في الولايات المتحدة. لعب مع نادي لوس أنجلوس.

## وصلات خارجية
- برايس دوق على موقع الدوري الأمريكي (الإنجليزية)
- برايس دوق على موقع قاعدة بيانات كرة القدم.إي يو (الإنجليزية)
- برايس دوق على موقع Soccerway.com (الإنجليزية)
- برايس دوق على موقع عالم كرة القدم.نت (الإنجليزية)